# Distichophyllum angustifolium
Distichophyllum angustifolium är en bladmossart som beskrevs av Hugh Neville Dixon 1935. Distichophyllum angustifolium ingår i släktet Distichophyllum och familjen Hookeriaceae. Inga underarter finns listade i Catalogue of Life.